# Anodonta kennerlyi
Anodonta kennerlyi är en musselart som beskrevs av I. Lea 1860. Anodonta kennerlyi ingår i släktet Anodonta och familjen målarmusslor. Inga underarter finns listade i Catalogue of Life.